# Villaputzu
'Villaputzu är en ort och kommun i provinsen Sydsardinien i regionen Sardinien i sydvästra Italien. Kommunen hade 4 718 invånare (2017).